# Hautasaari (ö i Sonkajärvi)
Hautasaari är en liten en ö i Finland. Ordet hautasaari hänvisar att ön har varit begravningsplats. Ön ligger i sjön Sälevä och i kommunen Sonkajärvi i den ekonomiska regionen  Övre Savolax ekonomiska region och landskapet Norra Savolax, i den centrala delen av landet, 400 km norr om huvudstaden Helsingfors. Öns area är 8,5 hektar och dess största längd är 390 meter i nord-sydlig riktning.